# 宗賢院

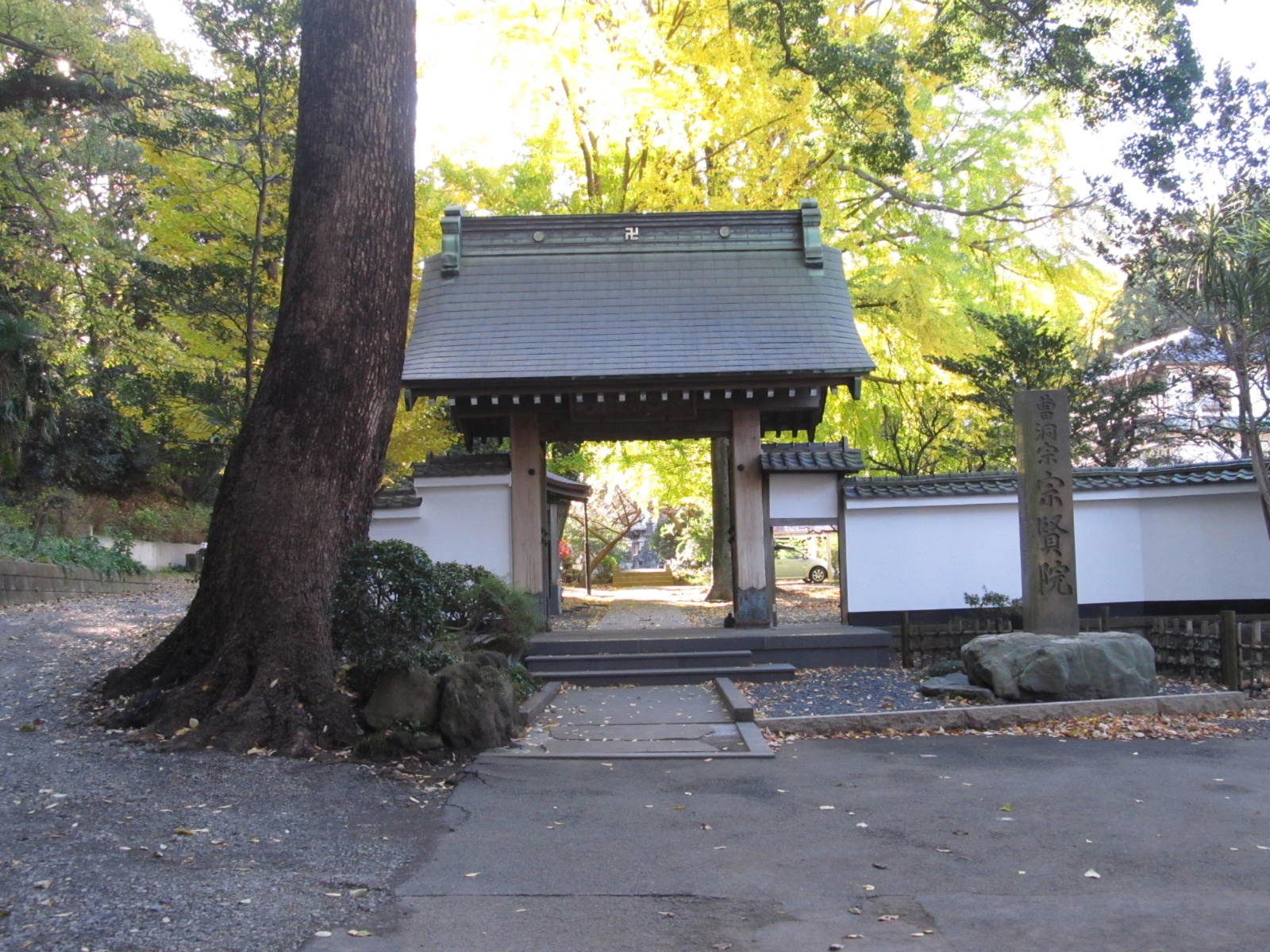
宗賢院の山門

宗賢院（そうけんいん）は神奈川県藤沢市にある曹洞宗の寺院。山号は蟠龍山。

## 歴史
虚堂玄白により永正2年（1505年）に開山。17の末寺がある寺院だった。慶安2年（1649年）に寺領として10石の朱印地を賜る。
明暦年間（1655年 - 1658年）に火災で堂宇を失ったが宗雪により中興された。

## 本尊
- 釈迦如来

## 所在地情報
所在地
神奈川県藤沢市大庭819番地
交通
- バス
  - 大六天（神奈川中央交通）

- 道路
  - 神奈川県道43号藤沢厚木線